# 西奧赫森霍弗山

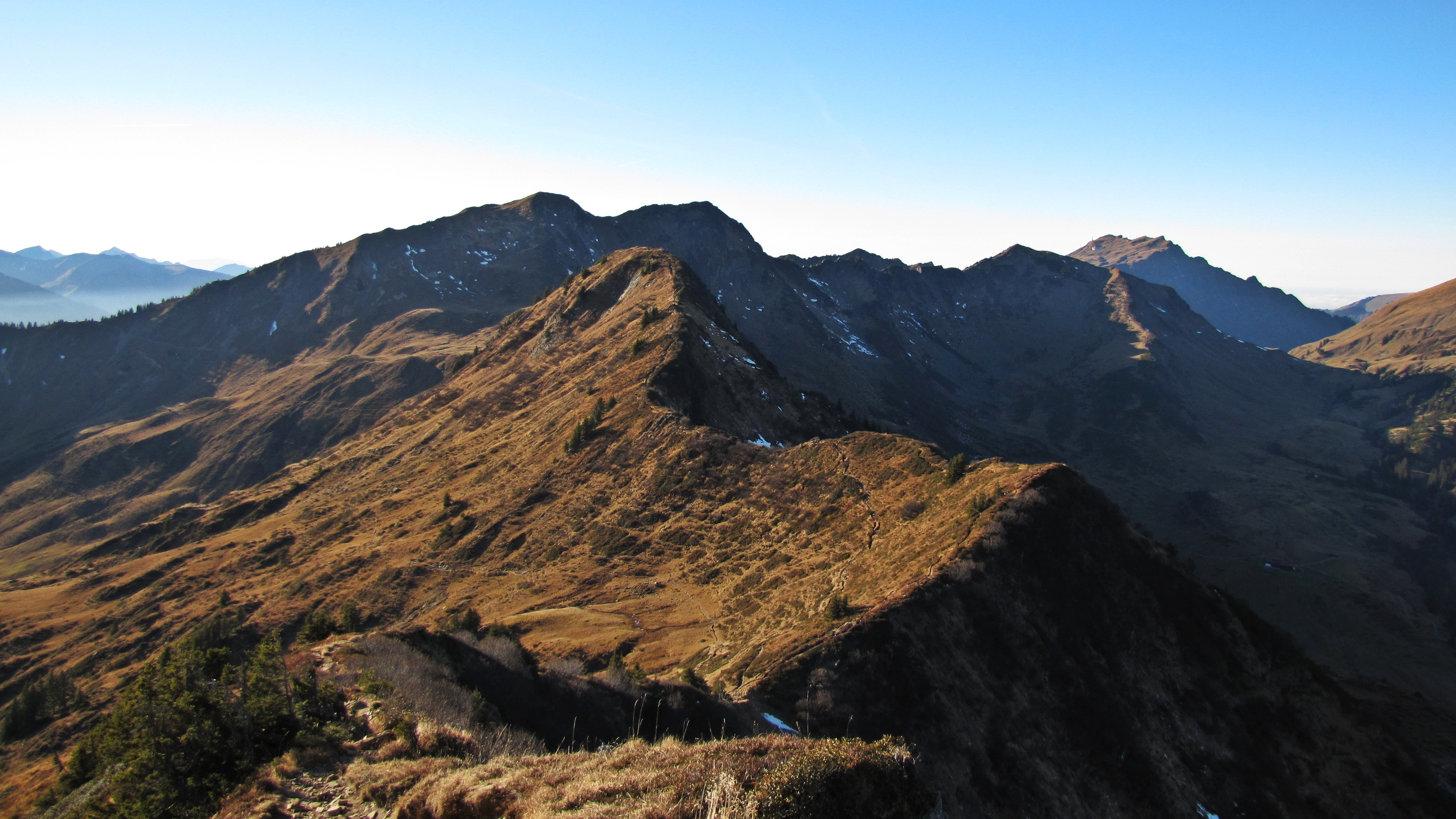

47°19′30″N 10°5′38″E / 47.32500°N 10.09389°E
西奧赫森霍弗山（德語：Westlicher Ochsenhofer Kopf），是奧地利的山峰，位於該國西部，由福拉爾貝格州負責管轄，屬於阿爾高阿爾卑斯山脈的一部分，距離東奧赫森霍弗山0.7公里，海拔高度1,950米。